# フレデリカ・フォン・シュターデ

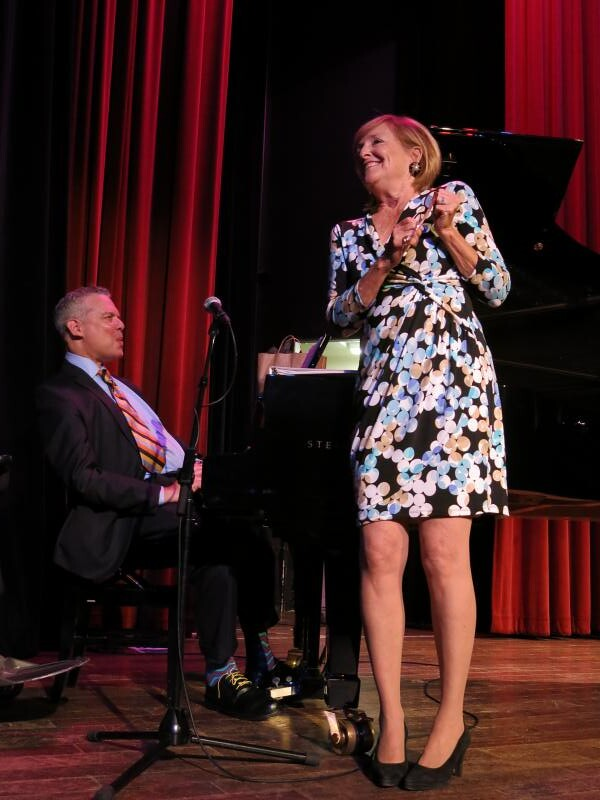
フレデリカ・フォン・シュターデ

フレデリカ・フォン・シュターデ（Frederica von Stade, 1945年6月1日 - ）は、ドイツ系アメリカ人のメゾソプラノ歌手。ファンからフリッカ（"Flicka"）の愛称で親しまれている。ニュージャージー州ソマヴィル出身。1970年にメトロポリタン歌劇場にデビューを果たして以来、同歌劇場で数多くの役柄を演じてきた。その他のアメリカ合衆国国内の主要な歌劇場でも活躍している。オペラのほかに、『サウンド・オブ・ミュージック』などのミュージカルにも出演、録音も制作した。2002年ソルトレークシティ冬季オリンピックの開会式にも出演した。2010年に現役を引退した。
主要なレーベルにオペラやアリア集、管弦楽伴奏歌曲、リサイタル・ライブなどの録音を残している。ポピュラー音楽とのクロスオーバーにも積極的で、ジャズ・アルバムの録音のほか、指揮者マイケル・ティルソン・トーマスや、サミュエル・レイミー、トーマス・ハンプソンらとともに、テレビ番組において映画『踊る大紐育』のリメイクに挑んだ。これまでグラミー賞に6度ノミネートされ、ディスク大賞グランプリに2度輝き、さらにドイツ・レコード批評家賞や、イタリアのレコード批評家賞第1等、ステレオ・レビュー誌やオペラ・ニュース誌における「年間最優秀賞」を受賞した。フランス政府より受勲したほか、1983年には芸術活動における功労を讃えられ、レーガン大統領から表彰されている。
リリック・ソプラノとしても通じる広い声域と伸びやかで澄んだ声質、ヴィブラートの少ない自然な発声法により、『フィガロの結婚』のケルビーノや『イドメネオ』のイダマンテ王子、『シェリュバン』のケルビーノなどのズボンものや、『ルサルカ』のタイトル・ロール、カントルーブの歌曲集『オーヴェルニュの歌』などを得意としており、フランス音楽、とりわけマスネのオペラに共感を寄せている。アメリカの作曲家リチャード・ダニエルプールに委嘱した管弦楽伴奏つき連作歌曲集『エレジー』は、テクストに第二次世界大戦中にドイツで戦死したシュターデ自身の父親の書簡が利用されている。